# 올가 나자로바
올가 나자로바(러시아어: Ольга Назаров, 1965년 6월 1일 ~ )는 주로 400m 경기에 참가한 러시아의 단거리달리기 선수로 소련과 독립 국가 연합을 대표하였다.
1988년 서울 올림픽에 출전하면서 400m 경기에서 동메달을 획득하였다. 그녀는 금메달리스트 올가 브리즈기나, 400m 허들 은메달리스트 타티야나 레돕스카야와 동료 마리야 피니기나와 함께 1600m 릴레이에서 3:15.17분의 세계 신기록을 세워 금메달 획득에 성공하였다.
4년 후, 바르셀로나 올림픽에 참가하여 400m 결승전에서 4위를 했다. 1600m 릴레이에서 그녀는 400m 경기에서 은메달을 획득한 올가 브리즈기나, 옐레나 루지나, 류드밀라 지갈로바와 함께 금메달을 획득하였다.

## 같이 보기
- 올림픽 육상 여자 메달리스트 목록

## 참조
1. ↑  “육상 - 세계 기록” (PDF). 《국제 올림픽 위원회》. 2006년 9월 12일에 확인함.